# الضربات حزب الله على إسرائيل (أكتوبر 2024)
الضربات حزب الله على إسرائيل أكتوبر 2024 شهد الصراع المستمر بين حزب الله وإسرائيل تصعيدا نوعيًا وخطيرا مع قيام حزب الله بإطلاق 50 صاروخا على أهداف إسرائيلية في غضون دقيقتين فقط. هذه الحادثة تمثل واحدة من أكبر الهجمات التي نفذها الحزب في الآونة الأخيرة، وتعكس تحولاً كبيرًا في تكتيكاته العسكرية، حيث جاء القصف كجزء من الرد على التوترات المستمرة بين الجانبين. يعكس هذا التصعيد الذي يشمل استخدام قوة نيرانية مكثفة خلال فترة زمنية قصيرة، مدى تعقيد الصراع، والأبعاد الإقليمية والدولية التي تؤثر فيه

## خلفية

### التوترات في جنوب لبنان
على مدى الشهور الأخيرة، شهدت الحدود اللبنانية - الإسرائيلية تصعيدا تدريجيا تمثل في تبادل إطلاق نار بين حزب الله والجيش الإسرائيلي. هذه الاشتباكات تأتي على خلفية تدخلات إسرائيل في سوريا، حيث يزعم أن إسرائيل تستهدف مواقع مرتبطة بإيران وحزب الله الحزب يرى في هذه العمليات تهديدًا مباشرًا لقدراته العسكرية.

## الهجوم
في أكتوبر 2024، تصاعدت التوترات بين حزب الله وإسرائيل بشكل ملحوظ مع استهداف الجانبين لمواقع عسكرية ومدنية. خلال إحدى الهجمات الأخيرة، أطلق حزب الله ما يزيد عن 50 صاروخا خلال فترة قصيرة على مناطق شمال إسرائيل مستهدفا بشكل خاص المستوطنات القريبة من الحدود اللبنانية، مثل الجليل الأعلى ومناطق أخرى. يأتي هذا الهجوم ردا على غارات جوية إسرائيلية استهدفت مستودع أسلحة لحزب الله في جنوب لبنان، ما أسفر عن سقوط قتلى بينهم قادة من حزب الله

## انظر ايضا
- الغزو الإسرائيلي للبنان 2024